# Státní liga 1945-1946
La Státní Liga 1945-1946 vide la vittoria finale dell'Sparta.
Oltre ai 14 club aventi diritto cechi, vennero selezionati 6 più forti club della reincorporata Slovacchia. Per questo affollamento si decise di dividere il campionato in due gironi, ma decretando otto retrocessioni per tornare al regolamento normale dall'anno successivo.
Capocannoniere del torneo fu Josef Bican dell'SK Slavia con 31 reti.

## Gruppo A
|    | Classifica         | G  | V  | N | P  | GF | GS | DR  | Pti |
| -- | ------------------ | -- | -- | - | -- | -- | -- | --- | --- |
| 1  | Sparta             | 18 | 16 | 0 | 2  | 80 | 34 | +46 | 32  |
| 2  | Baťa Zlín          | 18 | 11 | 1 | 6  | 66 | 44 | +22 | 23  |
| 3  | I. ČSŠK Bratislava | 18 | 9  | 3 | 6  | 54 | 41 | +13 | 21  |
| 4  | Ostrava            | 18 | 9  | 1 | 8  | 55 | 57 | -2  | 19  |
| 5  | Bohemians          | 18 | 8  | 2 | 8  | 58 | 38 | +20 | 18  |
| 6  | Žilina             | 18 | 8  | 2 | 8  | 43 | 46 | -3  | 18  |
| 7  | Rakovník           | 18 | 7  | 0 | 11 | 40 | 54 | -14 | 14  |
| 8  | Čechie Karlín      | 18 | 6  | 2 | 10 | 37 | 59 | -22 | 14  |
| 9  | Polaban Nymburk    | 18 | 5  | 2 | 11 | 57 | 69 | -12 | 12  |
| 10 | Batovany           | 18 | 4  | 1 | 13 | 21 | 69 | -48 | 9   |

## Gruppo B
|    | Classifica               | G  | V  | N | P  | GF | GS | DR  | Pti |
| -- | ------------------------ | -- | -- | - | -- | -- | -- | --- | --- |
| 1  | Slavia Praga             | 18 | 13 | 3 | 2  | 99 | 24 | +75 | 29  |
| 2  | Židenice                 | 18 | 12 | 1 | 5  | 61 | 43 | +18 | 25  |
| 3  | Viktoria Plzeň           | 18 | 11 | 2 | 5  | 62 | 55 | +7  | 24  |
| 4  | Jednota Košice           | 18 | 9  | 4 | 5  | 55 | 38 | +17 | 22  |
| 5  | Kladno                   | 18 | 7  | 3 | 8  | 58 | 43 | +15 | 17  |
| 6  | Viktoria Žižkov          | 18 | 7  | 3 | 8  | 45 | 53 | -8  | 17  |
| 7  | Sparta Považská Bystrica | 18 | 5  | 4 | 9  | 44 | 63 | -19 | 14  |
| 8  | TSS Trnava               | 18 | 4  | 4 | 10 | 36 | 62 | -26 | 12  |
| 9  | Prostějov                | 18 | 4  | 3 | 11 | 25 | 64 | -39 | 11  |
| 10 | Pardubice                | 18 | 3  | 3 | 12 | 35 | 75 | -40 | 9   |

## Playoff
|              | Risultati |              |  |
| ------------ | --------- | ------------ |  |
| Sparta       | 4 - 2     | Slavia Praga |  |
| Slavia Praga | 0 - 5     | Sparta       |  |

## Verdetti
- AC Sparta campione di Cecoslovacchia 1945-46.
- SK Rakovnik, Cechie Karlin, Polaban Nymburk, SK Batovany, Sparta Povazska Bystrica, TSS Trnava, SK Prostejov e SK Pardubice retrocesse.